# CZW World Tag Team Championship
El CZW World Tag Team Championship es un título defendido en el circuito independiente de la Combat Zone Wrestling (CZW).  Este título es el único campeonato de la compañía por parejas.

## Campeones actuales
Los campeones actuales son The REP (Dave McCall & Nate Carter), quienes se encuentran en su tercer. The REP ganaron los campeonatos al derrotar a los excampeones The House of Gargone
(Anthony Gargone & The Amazing Red) el 26 de octubre de 2019 en CZW to Hell and Back.

## Lista de campeones
| Luchadores:                                                              | Reinados juntos: | Derrotaron a: | Fecha:                   | Lugar:                          |
| ------------------------------------------------------------------------ | ---------------- | --- | ------------------------ | ------------------------------- |
| Jon Dahmer (1) & Jose Rivera, Jr. (1)                                    | 1                | Otorgado | 13 de febrero de 1999    | Opening Night                   |
| The Brothers of East L.A.                                                | 1                | Jon Dahmer & Jose Rivera, Jr.                                                                                                 | 13 de febrero de 1999    | Opening Night                   |
| Extreme Fahrenheit (Heartbreaker (1) & Mr. Motion (1))                   | 1                | The Brothers of East L.A. | 22 de mayo de 1999       | May Madness                     |
| Vacante                                                                  | N/A              | Tras una lucha entre Extreme Fahrenheit y Jon Dahmer & Midknight que finalizó con doble pinfall                               | 19 de junio de 1999      | Down in Flames                  |
| The King Pinz (Jim Price (1) & Bill Schaffer (1))                        | 1                | Extreme Fahrenheit y Jon Dahmer & Midknight                                                                                   | 19 de julio de 1999      | Street Fight                    |
| Vacante                                                                  | N/A              | Por razones desconocidas | julio de 1999            | N/A                             |
| Nick Gage (1) & John Zandig (1)                                          | 1                | Jon Dahmer & Lobo | 24 de julio de 1999      | Big Mike Goad Show              |
| Lobo (1) & TCK (1)                                                       | 1                | Nick Gage & Justice Pain, The Kashmireno Brothers y Thrill Kill Kult                                                          | 9 de octubre de 1999     | Pain in the Rain                |
| Vacante                                                                  | N/A              | Por razones desconocidas | noviembre de 1999        | N/A                             |
| Justice Pain (1)                                                         | 1                | Thrill Kill Kult | 20 de noviembre de 1999  | The War Begins                  |
| Thrill Kill Kult (Diablos Macabre (1) & Midknight (1))                   | 1                | Justice Pain | 8 de enero de 2000       | N/A                             |
| The Kashmireno Brothers (Johnny Kashmere (1) & Robbie Mireno (1))        | 1                | Thrill Kill Kult | 5 de febrero de 2000     | N/A                             |
| Haas Brothers (Charlie (1) & Russ (1))                                   | 1                | Kashmireno Brothers, Thrill Kill Kult y Da Hit Squad                                                                          | 12 de febrero de 2000    | N/A                             |
| The Backseat Boyz (Trent Acid (1) & Johnny Kashmere (2))                 | 1                | Russ Haas | 12 de junio de 2000      | N/A                             |
| Ric Blade (1) & Nick Mondo (1)                                           | 1                | The Backseat Boyz | 12 de agosto de 2000     | N/A                             |
| Justice Pain (2) & Wifebeater (1)                                        | 1                | Ric Blade & Nick Mondo | 7 de octubre de 2000     | N/A                             |
| H8 Club (Nick Gage (2) & Nate Hatred (1))                                | 1                | Justice Pain & Wifebeater | 4 de abril de 2001       | N/A                             |
| The Briscoe Brothers (Jay (1) & Mark (1))                                | 1                | H8 Club | 14 de julio de 2001      | N/A                             |
| Johnny Kashmere (3) & Justice Pain (3)                                   | 1                | Briscoe Brothers | 21 de julio de 2001      | N/A                             |
| Jun Kasai (1) & MEN's Teioh (1)                                          | 1                | Johnny Kashmere & Justice Pain                                                                                                | 17 de agosto de 2001     | BJPW Universe                   |
| The Backseat Boyz (Trent Acid (2) & Johnny Kashmere (4))                 | 2                | Jun Kasai & MEN's Teioh | 19 de agosto de 2001     | BJPW Universe                   |
| VD (Eddie Valentine (1) & Jon Dahmer (2))                                | 1                | Backseat Boyz | 9 de marzo de 2002       | N/A                             |
| H8 Club (Nick Gage (3) & Nate Hatred (2))                                | 2                | VD | 11 de mayo de 2002       | High Stakes                     |
| The Backseat Boyz (Trent Acid (3) & Johnny Kashmere (5))                 | 3                | H8 Club | 8 de febrero de 2003     | N/A                             |
| Rebel's Army (Greg Matthews (1) & Rockin' Rebel (1))                     | 1                | The Backseat Boyz & Justin Credible                                                                                           | 17 de enero de 2004      | StreetFight 2k4                 |
| H8 Club (Nick Gage (4) & Nate Hatred (3))                                | 3                | Rebel's Army | 3 de abril de 2004       | Retribution                     |
| BLK OUT (Ruckus (1) & Sabian (1))                                        | 1                | H8 Club | 12 de junio de 2004      | Trifecta Elimin. III            |
| Team Ca$h (Chri$ Ca$h, Sexxxy Eddy, J.C. Bailey & Nate Webb)             | 1                | Ruckus, Sabian, Eddie Kingston & Jack Evans                                                                                   | 11 de diciembre de 2004  | Cage of Death VI                |
| H8 Club (Nick Gage (5) & Justice Pain (4))                               | 1                | Team Ca$h | 5 de febrero de 2005     | Only the Strong: Scarred 4 Life |
| Tough Crazy Bastards (Necro Butcher (1) & Toby Klein (1))                | 1                | H8 Club | 9 de julio de 2005       | High Stakes III                 |
| The Kings of Wrestling (Chris Hero (1) & Claudio Castagnoli (1))         | 1                | Tough Crazy Bastards | 10 de septiembre de 2005 | Big Mutha F'n Deal              |
| BLK OUT (Joker (1) & Eddie Kingston (1))                                 | 1                | The Kings of Wrestling | 11 de febrero de 2006    | Seven Years Strong              |
| Vacante                                                                  | N/A              | Debido a que Joker abandonó la compañía                                                                                       | 9 de septiembre de 2006  | N/A                             |
| The Kings of Wrestling (Chris Hero (2) & Claudio Castagnoli (2))         | 2                | Justice Pain & Human Tornado                                                                                                  | 14 de octubre de 2006    | Last Team Standing              |
| BLK OUT (Robbie Mireno (2) & Sabian (2))                                 | 1                | The Kings of Wrestling | 11 de noviembre de 2006  | Night of Infamy                 |
| The Original Blackout (Onyx (1) & Rainman (1))                           | 1                | BLK OUT | 6 de diciembre de 2006   | Cage of Death VIII              |
| BLK OUT (Ruckus (2) & Sabian (3))                                        | 2                | The Original Blackout | 13 de enero de 2007      | N/A                             |
| Team AnDrew (Andy Sumner (1) & Drew Gulak (1))                           | 1                | BLK OUT y Derek Frazier & Niles Young                                                                                         | 8 de septiembre de 2007  | Chri$ Ca$h Memorial Show        |
| Derek Frazier (1) & Niles Young (1)                                      | 1                | Team AnDrew | 13 de octubre de 2007    | Choosing Sides                  |
| Jon Dahmer (3) & Danny DeManto (1)                                       | 1                | Derek Frazier & Niles Young                                                                                                   | 8 de diciembre de 2007   | Cage of Death IX                |
| The Naptown Dragons (Scotty Vortekz (1) & Dustin Lee (1))                | 1                | Jon Dahmer & Danny DeManto | 9 de febrero de 2008     | 9 F'n Years                     |
| Team AnDrew (Andy Sumner (2) & Drew Gulak (2))                           | 2                | The Naptown Dragons | 12 de julio de 2008      | A Tangled Web                   |
| 2 Girls 1 Cup (Beef Wellington (1) & Greg Excellent (1))                 | 1                | Team AnDrew | 11 de octubre de 2008    | Decision '08                    |
| BLK OUT (Ruckus (3) & Sabian (4))                                        | 3                | 2 Girls 1 Cup | 11 de octubre de 2008    | Decision '08                    |
| 2 Girls 1 Cup (Beef Wellington (2) & Greg Excellent (2))                 | 2                | BLK OUT | 8 de noviembre de 2008   | Night of Infamy 7: Greed        |
| The Best Around (TJ Cannon (1) & Bruce Maxwell (1))                      | 1                | 2 Girls 1 Cup | 14 de marzo de 2009      | Total Havoc                     |
| Drake Younger(1) & Eddie Kingston(2)                                     | 1                | The Best Around | 10 de abril de 2010      | Swingin For The Fences          |
| Vacante                                                                  | N/A              | Debido al despido de Kingston                                                                                                 | 4 de julio de 2010       | Home Sweet Home                 |
| Philly's Most Wanted Sabian(5) & Joker(2)                                | 1                | The Osiris Portal | 11 de diciembre de 2010  | Cage of Death XII               |
| The Briscoe Brothers (Jay (2) & Mark (2))                                | 2                | Sabian & Joker | 12 de febrero de 2011    | CZW 12th Anniversary Show       |
| Philly's Most Wanted (Sabian(6) & Joker(3))                              | 2                | The Briscoe Brothers | 14 de mayo de 2011       | Provide Grounds                 |
| Azrieal (1) & Bandido, Jr. (1)                                           | 1                | Philly's Most Wanted | 12 de noviembre de 2011  | Night of Infamy                 |
| Nation of Intoxication (Devon Moore (1), Danny Havoc (1) & Lucky 13 (1)) | 1                | Azrieal & Bandido Jr. | 11 de agosto de 2012     | Tangled Web V                   |
| 4Loco (Azrieal (2) & Bandido, Jr. (2))                                   | 2                | Nation of Intoxication | 14 de octubre de 2012    | Cerebral                        |
| Nation of Intoxication (Devon Moore (2), Danny Havoc (2) & Lucky 13 (2)) | 2                | 4Loco & Alex Colon | 8 de diciembre de 2012   | Cage of Death XIV               |
| The Catalyst (Dustin Rayz (1) & Eric Ryan (1))                           | 1                | Nation of Intoxication y OI4K.                                                                                                | 9 de febrero de 2013     | CZW 14th Anniversary Show       |
| The BLK OUT (Rukus (4) & BLK Jeez (7))                                   | 4                | The Catalyst | 5 de abril de 2013       | CZW WrestleCon                  |
| The Beaver Boys (Alex Reynolds (1) & John Silver (1))                    | 1                | The BLK OUT | 11 de enero de 2014      | Answering the Challenge         |
| The Juicy Product (JT Dunn (1) & David Starr (1))                        | 1                | The Beaver Boys | 27 de abril de 2014      | To Infinity                     |
| OI4K (Dave Crist (1) & Jake Crist (1))                                   | 1                | The Juicy Product | 27 de septiembre de 2014 | Deja Vu                         |
| Team Tremendous (Bill Carr (1) & Dann Barry (1))                         | 1                | OI4K | 11 de julio de 2015      | New Heights 2015                |
| #TVReady (Pepper Parks (1) & BLK Jeez (8))                               | 1                | Team Tremendous | 12 de diciembre de 2015  | Cage of Death XVII              |
| Da Hit Squad (Dan Maff (1) & Monsta (1))                                 | 1                | #TVReady | 14 de mayo de 2016       | Prelude to Violence             |
| EYBO (Angel Ortiz (1) & Mike Draztik (1))                                | 1                | Da Hit Squad | 10 de diciembre de 2016  | Cage of Death 18                |
| Scarlet and Graves (Zachary Wentz (1) & Dezmond Xavier (1))              | 1                | EYFBO( | 10 de diciembre de 2016  | Cage of Death 18                |
| CCK (Chris Brookes (1) & Kid Lyckos (1))                                 | 1                | Scarlet and Graves | 25 de mayo de 2017       | Lucha Forever Catch Me outside  |
| Scarlet and Graves (Zachary Wentz (2) & Dezmond Xavier (2))              | 2                | CCK y GBH | 25 de noviembre de 2017  | SWE manor 2017                  |
| The REP (Dave McCall (1) & Nate Carter (1))                              | 1                | Scarlet and Graves, Dan Barry & Alex Reynolds, oVe                                                                            | 9 de diciembre de 2017   | Cage of Death 19                |
| The BLKOUT (BLK Jeez (5) & Ruckus (5))                                   | 5                | The REP | 8 de septiembre de 2018  | Down with the Sickness 2018     |
| The REP (Dave McCall (2) & Nate Carter (2))                              | 2                | The BLKOUT (BLK Jeez & Ruckus)                                                                                                | 9 de diciembre de 2018   | Cage Of Death 20                |
| The House of Gargone (Anthony Gargone (1) & The Amazing Red (1))         | 2                | The REP (Dave McCall & Nate Carter)                                                                                           | 2 de marzo de 2019       | CZW Trifecta Elimination 2019   |
| The REP (Dave McCall (3) & Nate Carter (3))                              | 3                | The House of Gargone (Anthony Gargone & The Amazing Red)                                                                      | 26 de octubre de 2019    | CZW to Hell and Back            |
| Vacante                                                                  | N/A              | | 4 de marzo de 2023       |                                 |
| DCM (Boom Harden & Desean Pratt)                                         | 1                | Milk Chocolate (Brandon Watts y Randy Summers), Post Game (Mike Walker y Vinny Talotta) y The REP (Dave McCall y Nate Carter) | 5 de marzo de 2023       | CZW Limelight 14                |

## Reinados más largos
| Luchador                     | Días | Fecha en que ganó       | Fecha en que perdió  | Notas                           |
| ---------------------------- | ---- | ----------------------- | -------------------- | ------------------------------- |
| Bruce Maxwell & T.J. Cannon  | 392  | 14 de marzo de 2009     | 10 de abril de 2010  | Su primer reinado               |
| Johnny Kashmere & Trent Acid | 343  | 8 de febrero de 2003    | 17 de enero de 2004  | Su cuarto reinado en conjunto.  |
| Dave Crist & Jake Crist      | 287  | 27 de agosto de 2014    | 11 de julio de 2015  | Su primer reinado               |
| Rukus & BLK Jeez             | 281  | 5 de abril de 2013      | 11 de enero de 2014  |                                 |
| Azrieal & Bandido, Jr.       | 276  | 12 de noviembre de 2011 | 11 de agosto de 2012 | Su primer reinado en conjunto.  |
| Nate Hatred & Nick Gage      | 273  | 11 de mayo de 2002      | 8 de febrero de 2003 | Su segundo reinado en conjunto. |

## Mayor cantidad de reinados

### En parejas
- 5 veces: BLK OUT
- 3 veces: The Backseat Boyz y H8 Club.
- 2 veces: The Kings of Wrestling, Team AnDrew, The Briscoe Brothers, Philly's Most Wanted, 4Loco y Nation of Intoxication.

### Individualmente
- 9 veces: BLk JEEZ.
- 5 veces: Johnny Kashmer] , Nick Gage y Ruckus.
- 4 veces: Justice Pain.
- 3 veces: Trent Acid, Nate Hatred, Jon Dahmer, y Joker.
- 2 veces: Chris Hero, Claudio Castagnoli, Robbie Mireno, Andy Sumner, Drew Gulak, Beef Wellington, Greg Excellent, Eddie Kingston, Mark Briscoe, Jay Briscoe, Azrieal, Bandido, Jr., Danny Havoc, Lucky 13 y Devon Moore.

## Datos interesantes
- Reinado más largo: Bruce Maxwell & TJ Cannon, 392 días.
- Reinado más corto: Jon Dahmer & Jose Rivera, Jr., menos de un día.